# Estacada
Estacada és una població dels Estats Units a l'estat d'Oregon. Segons el cens del 2007 tenia 2.695 habitants.

## Demografia
Segons el cens del 2000, Estacada tenia 2.371 habitants, 850 habitatges, i 591 famílies. La densitat de població era de 871,9 habitants per km².
Dels 850 habitatges en un 39,9% hi vivien nens de menys de 18 anys, en un 50,9% hi vivien parelles casades, en un 13,1% dones solteres, i en un 30,4% no eren unitats familiars. En el 26,2% dels habitatges hi vivien persones soles el 13,9% de les quals corresponia a persones de 65 anys o més que vivien soles. El nombre mitjà de persones vivint en cada habitatge era de 2,78 i el nombre mitjà de persones que vivien en cada família era de 3,26.
Per edats la població es repartia de la següent manera: un 29,6% tenia menys de 18 anys, un 10,5% entre 18 i 24, un 28,5% entre 25 i 44, un 20,5% de 45 a 60 i un 11,1% 65 anys o més.
L'edat mediana era de 33 anys. Per cada 100 dones de 18 o més anys hi havia 90,9 homes.
La renda mediana per habitatge era de 39.200$ i la renda mediana per família de 46.445$. Els homes tenien una renda mediana de 37.269$ mentre que les dones 22.267$. La renda per capita de la població era de 17.049$. Aproximadament el 10,1% de les famílies i el 12,9% de la població estaven per davall del llindar de pobresa.

## Poblacions més properes
El següent diagrama mostra les poblacions més properes.